# Baumschnegel
Der Baumschnegel (Lehmannia marginata) ist eine in Europa einheimische Nacktschneckenart aus der Familie der Schnegel (Limacidae).

## Beschreibung
Der Baumschnegel erreicht eine Körperlänge von 25 bis 50 mm. Die Grundfarbe ist leicht grau-braun, mit hellen Kielstreifen und zwei dunklen Bändern auf dem Mantel. Teilweise sind die Bänder auch fleckig oder in einer anderen unregelmäßigen Anordnung vorhanden. Das Mantelschild ist in der Mitte dunkler und hat seitlich eine Binde. Das Schwanzende ist deutlich gekielt und die Sohle hat eine hellgraue Färbung. Der Schleim des Baumschnegels ist farblos.

## Vorkommen, Lebensraum und Nahrung
Der Baumschnegel ist in Nord-, Mittel- und Westeuropa beheimatet. Er lebt vorwiegend in Laubwäldern, vor allem unter der Rinde abgestorbener Bäume, wie zum Beispiel Borken.  Der Baumschnegel lebt von Algen, Flechten und auch Pilzen, die er auf der Rinde von Bäumen findet. Bei Regen kriecht er bis in die Baumkronen der Buchen, um dort den Algenwuchs abzuweiden.